# Puchar Narodów Afryki 2019 (kwalifikacje)/Grupa D
W grupie D eliminacji Pucharu Narodów Afryki 2019 grają:
- Algieria
- Togo
- Benin
- Gambia

## Tabela
| Msc. | Zespół       | M | W | R | P | Br+ | Br- | +/- | Pkt |
| ---- | ------------ | - | - | - | - | --- | --- | --- | --- |
| 1    | Algieria (A) | 6 | 3 | 2 | 1 | 9   | 4   | +5  | 11  |
| 2    | Benin (A)    | 6 | 3 | 1 | 2 | 5   | 6   | -1  | 10  |
| 3    | Gambia       | 6 | 1 | 3 | 2 | 6   | 6   | 0   | 6   |
| 4    | Togo         | 6 | 1 | 2 | 3 | 4   | 8   | -4  | 5   |

|          | Algieria | Benin | Togo | Gambia |
| -------- | -------- | ----- | ---- | ------ |
| Algieria | X        | 2:0   | 1:1  | 1:0    |
| Benin    | 1:0      | X     | 1:0  | 2:1    |
| Togo     | 1:4      | 0:0   | X    | 1:1    |
| Gambia   | 1:1      | 3:1   | 0:1  | X      |

## Wyniki

### Kolejka 1
| 11 czerwca 2017 17:00 CET | Benin · Sessègnon 54' | 1:0(0:0)Raport | Gambia | Stade de l’Amitié, Kotonu Sędzia: Boubou Traoré |
|                           |                       |                |        |                                                 |

| 11 czerwca 2017 23:00 CET | Algieria · Hanni 23' | 1:0(1:0)Raport | Togo | Stade Mustapha Tchaker, Al-Bulajda Sędzia: Joshua Bondo |
|                           |                      |                |      |                                                         |

### Kolejka 2
| 8 września 2018 18:30 CET | Gambia · Ceesay 49' | 1:1(0:0)Raport | Algieria · Bounedjah 47' | Independence Stadium, Bakau Sędzia: Youssef Essrayri |
|                           |                     |                |                          |                                                      |

| 9 września 2018 18:00 CET | Togo | 0:0(0:0)Raport | Benin | Stade Municipal, Lomé Sędzia: Noureddine El Jaafari |
|                           |      |                |       |                                                     |

### Kolejka 3
| 12 października 2018 18:00 CET | Togo · Denkey 84' | 1:1(0:1)Raport | Gambia · Ceesay 7' | Stade Municipal, Lomé Sędzia: Antoine Effa |
|                                |                   |                |                    |                                            |

| 12 października 2018 21:45 CET | Algieria · Bensebaini 20' · Bounedjah 73' | 2:0(1:0)Raport | Benin | Stade Mustapha Tchaker, Al-Bulajda Sędzia: Sékou Ahmed Touré |
|                                |                                           |                |       |                                                              |

### Kolejka 4
| 16 października 2018 17:00 CET | Benin · D'Almeida 16' | 1:0(1:0)Raport | Algieria | Stade de l’Amitié, Kotonu Sędzia: Jackson Pavaza |
|                                |                       |                |          |                                                  |

| 16 października 2018 18:30 CET | Gambia | 0:1(0:0)Raport | Togo · Ayité 90+2' | Independence Stadium, Bakau Sędzia: Hélder Martins de Carvalho |
|                                |        |                |                    |                                                                |

### Kolejka 5
| 17 listopada 2018 17:30 CET | Gambia · L. Jallow 70' · B. Jobe 78' · A. Jallow 90+4' | 3:1(0:1)Raport | Benin · Mounié 34' | Independence Stadium, Bakau Sędzia: Sadok Selmi |
|                             |                                                        |                |                    |                                                 |

| 18 listopada 2018 17:00 CET | Togo · Fo-Doh Laba 55' | 1:4(0:3)Raport | Algieria · Mahrez 13', 30' · Attal 28' · Bounedjah 90+2' | Stade Municipal, Lomé Sędzia: Davies Omweno |
|                             |                        |                |                                                          |                                             |

### Kolejka 6
| 22 marca 2019 20:45 CET | Algieria · Abeid 41' | 1:1(1:0)Raport | Gambia · 90+2' (k.) Danso | Stade Mustapha Tchaker, Al-Bulajda Sędzia: Sidi Alioum |
|                         |                      |                |                           |                                                        |

| 24 marca 2019 16:00 CET | Benin · Djingla 12' · Mounié 83' | 2:1(1:0)Raport | Togo · 71' Adebayor | Sędzia: Bamlak Tessema Weyesa |
|                         |                                  |                |                     |                               |

## Strzelcy
3 gole
- Baghdad Bounedjah

2 gole
- Riyad Mahrez
- Steve Mounié
- Assan Ceesay

1 gol
- Mehdi Abeid
- Youcef Attal
- Ramy Bensebaini
- Sofiane Hanni
- Sessi D'Almeida
- David Djigla
- Stéphane Sessègnon
- Mamadou Danso
- Ablie Jallow
- Lamin Jallow
- Bubacarr Jobe
- Emmanuel Adebayor
- Floyd Ayité
- Kévin Denkey
- Kodjo Fo-Doh Laba